# Dumbo
Dumbo é um filme norte-americano de animação lançado no dia 23 de outubro de 1941. Produzido pela Walt Disney Productions e distribuído pela RKO Pictures, é o quarto longa-metragem de animação dos estúdios Disney e faz parte da sua lista de clássicos. O personagem principal é um elefante semi-antropomórfico chamado Jumbo Jr., que é cruelmente apelidado de Dumbo (um jogo de palavras com o termo em inglês dumb, que significa "estúpido"). Ele é ridicularizado por suas orelhas muito grandes, mas descobre que pode voar utilizando-as como asas. Durante a maior parte do filme, seu único amigo verdadeiro, além da mãe, é um rato chamado Timothy — o que parodia a crença popular de que elefantes têm medo de ratos.
A película é baseada na história infantil Dumbo, the Flying Elephant, escrita por Helen Aberson e Harold Pearl e ilustrada por Helen Durney. Acredita-se que essa obra tenha sido criada inicialmente para o protótipo de um brinquedo do tipo "livro interativo" e posteriormente adaptada para a forma de livro convencional. O longa-metragem foi dirigido por Ben Sharpsteen e o roteiro foi elaborado por Otto Englander, Joe Grant e Dick Huemer. A produção ocorreu em pleno advento da Segunda Guerra Mundial, que ocasionou o fracasso de bilheteria dos longas Pinocchio e Fantasia, produzidos a orçamentos muito elevados, levando a uma séria crise financeira na Disney e à deflagração de uma intensa greve de animadores.
Por se tratar de um filme feito para recuperar as perdas financeiras do estúdio, Walt Disney exigiu que Dumbo fosse produzido da forma mais simples e econômica possível e que tivesse potencial suficiente para se tornar um sucesso de bilheteria. Como resultado, o longa-metragem é um dos mais curtos da Disney, com apenas 64 minutos e não apresenta o mesmo aprimoramento técnico de seus antecessores. Apesar disso, obteve uma ótima arrecadação e conseguiu reerguer a Disney financeiramente, tornando-se um dos maiores sucessos do estúdio na década de 1940 e uma de suas produções mais celebradas até hoje.
Dumbo recebeu o Oscar de Melhor Trilha Sonora, foi aclamado pela crítica na época de sua estreia, teve vários relançamentos nos cinemas e em mídia doméstica ao longo das décadas, originou séries de televisão, histórias em quadrinhos, jogos eletrônicos, inspirou brinquedos em parques temáticos, entre outros produtos derivados. É objeto de estudos acadêmicos e discussões entre especialistas em cinema, particularmente no que diz respeito a uma controversa sequência, acusada de preconceito racial, envolvendo os corvos que aparecem em certo momento no filme. Em 2017, foi selecionado para preservação no National Film Registry dos Estados Unidos pela Biblioteca do Congresso, sendo considerado "cultural, histórica ou esteticamente significativo". Uma adaptação em live-action foi dirigida por Tim Burton e lançada em 29 de março de 2019.

## Enredo

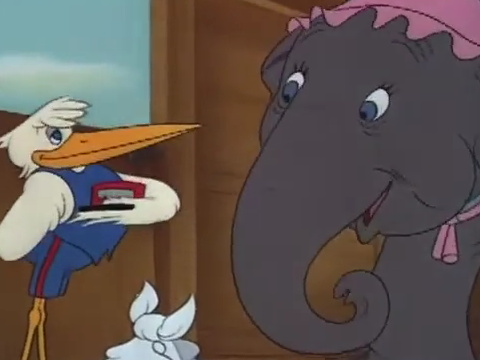
Após longa espera, a Sra. Jumbo é finalmente visitada pela cegonha, que anuncia a chegada de Dumbo.

Certa noite, um grupo de cegonhas entrega filhotes aos animais de um circo itinerante, mas a Sra. Jumbo, uma elefanta, fica desapontada por não receber o seu. No dia seguinte, o circo está sendo transportado em um trem e, finalmente, uma das aves entrega o bebê da Sra. Jumbo. Feliz com seu filho, ela o chama de Jumbo Jr. Entretanto, suas colegas elefantas riem maliciosamente das grandes orelhas do bebê e o chamam de Dumbo.
O circo chega a uma nova cidade e lá a mãe protege o filho de um garoto humano perverso, que começa a puxar as orelhas de Dumbo. Ela afugenta o menino e tenta lutar contra o mestre do picadeiro e seus funcionários, os quais levam Dumbo para longe dela e a aprisionam em uma carroça. Abusado e ridicularizado por todos, Dumbo faz amizade com um pequeno rato chamado Timothy.
Para ajudar o amigo, Timothy sussurra ao diretor do circo, enquanto este dorme, que Dumbo deveria ser o ponto alto de uma pirâmide de elefantes. Mais tarde, o mestre do circo apresenta tal número para uma animada plateia, mas Dumbo tropeça nas próprias orelhas e estraga o espetáculo. Como punição, o elefantinho é obrigado a se juntar ao número dos palhaços, que o forçam a saltar de uma alta fachada em chamas e cair numa banheira com gesso. O ratinho leva Dumbo até a Sra. Jumbo, ainda confinada. Após o encontro agridoce, Dumbo e Timothy acidentalmente se embriagam com o champanhe dos palhaços e começam a ter alucinações de elefantes cor-de-rosa desfilando.
Na manhã seguinte, os dois são acordados por um grupo de corvos brincalhões e descobrem que passaram a noite no galho de uma árvore. Timothy, então, conclui que Dumbo é capaz de voar e tenta convencê-lo disso. O ratinho e os corvos entregam-lhe uma pena, a qual o fazem acreditar que é mágica. Isso faz Dumbo criar coragem e saltar de um penhasco, conseguindo alçar voo. De volta ao circo, ele vai novamente realizar o número dos palhaços, mas perde sua pena mágica. Timothy o convence que ele pode voar de qualquer maneira. Com a autoconfiança restaurada, Dumbo voa sobre seus atormentadores e atira amendoim neles. Declarado um "elefante milagroso", Dumbo fica famoso em todo o mundo e, finalmente, reencontra sua querida mãe.

## Elenco e personagens

### Vozes originais

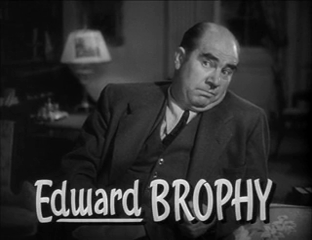
Edward Brophy dublou Timothy Q. Mouse, além de também ter servido como referência visual para o personagem. Imagem do filme The Thin Man Goes Home (1945).

O personagem-título é Dumbo, apelido dado a Jumbo Jr., que não tem nenhum diálogo durante todo o filme. Ele é um filhote de elefante que tem orelhas enormes e é capaz de usá-las para voar, carregando o que ele pensa ser uma pena mágica. Contudo, Christoper Lucas afirma em seu livro Top Disney (2019) que o dublador Mel Blanc foi responsável por um soluço emitido pelo personagem em certa cena. Nenhum dos dubladores recebeu créditos na tela, assim como em Snow White and the Seven Dwarfs e Pinocchio.
Edward Brophy interpretou e também serviu como referência visual para Timothy Q. Mouse (conhecido no Brasil como Timóteo), um rato antropormófico que se torna o único amigo de Dumbo depois de a mãe deste ser aprisionada. Ele faz o que pode para tornar Dumbo feliz novamente e o ensina a voar, tornando-o a "nona maravilha do universo". O nome do personagem nunca é mencionado no filme, mas sua assinatura pode ser lida em uma fotografia que o mostra assinando um contrato. Brophy era um ator conhecido por interpretar bandidos e policiais atrapalhados e não chegou a fazer dublagem em outra animação conhecida.
Verna Felton dublou a elefanta matriarca (conhecida no Brasil como Matrona), a líder dos elefantes, que age inicialmente de maneira fria e maldosa em relação a Dumbo. A atriz também expressou o único diálogo falado da Sra. Jumbo, quando esta revela o nome de Dumbo. Felton também dublou a Fada Madrinha de Cinderella, Queen of Hearts em Alice in Wonderland e Flora, uma das três fadas boas em Sleeping Beauty. A atriz e cantora Betty Noyes gravou os vocais para a canção "Baby Mine", que a Sra. Jumbo canta, aprisionada em um vagão de trem, para embalar Dumbo quando ele a visita. Noyes ficou conhecida por dublar dois números de Debbie Reynolds no musical Singin' in the Rain (1952).
Cliff Edwards deu voz a Jim Crow, chamado de Dandy Crow em algumas versões, o líder de um grupo de corvos que interagem com Dumbo. Edwards ganhou notoriedade como cantor e ukulelista entre as décadas de 1920 e 1930 e ficou conhecido pela dublagem de Jiminy Cricket em Pinocchio. Sterling Holloway dublou Mr. Stork, a cegonha encarregada de entregar o bebê Dumbo à Sra. Jumbo. Halloway também interpretou Cheshire Cat em Alice in Wonderland e Winnie the Pooh. Noreen Gammill, Dorothy Scott e Sarah Selby dublaram, respectivamente, Catty, Giddy (ou Giggles) e Prissy, as três elefantas que, junto à matriarca, riem de Dumbo no início do filme.
Margaret Wright dublou Casey Junior, a locomotiva 2-4-0 senciente que transporta o trem do circo. Herman Bing interpretou Ringmaster, o diretor do circo e mestre de cerimônias. Malcolm Hutton dublou Skinny, garoto que atormenta Dumbo quando o circo chega à cidade. Alguns palhaços foram dublados por Billy Sheets, Eddie Holden e Billy Bletcher, um dos primeiros dubladores de Peg-Leg Pete. O grupo Hall Johnson Choir cantou o coro dos corvos ("When I See an Elephant Fly"), enquanto o coral The King's Men realizou o número musical dos trabalhadores que erguem o circo ("Song Of The Roustabouts"). John McLeish foi narrador do filme.

### Versão brasileira

Grande Otelo, dublador do pássaro Jim Crow na primeira versão brasileira de Dumbo.

No Brasil foram feitas três dublagens para o filme. A primeira foi realizada em 1941 no estúdio Sonofilmes, no Rio de Janeiro. Como a adaptação de longas-metragens estrangeiros para o português era então uma novidade no país, a mixagem e o processamento da cópia da versão brasileira foram feitos em Hollywood. Da mesma forma, os diálogos foram traduzidos nos Estados Unidos por Gilberto Souto, ex-correspondente da revista Cinearte. Vários artistas do rádio populares na época fizeram parte do elenco de vozes. O processo de gravação foi dirigido pelo compositor João de Barro, que também interpretou Timothy.
O ator e músico Grande Otelo dublou Jim Crow, tendo sido elogiado na época pela revista A Cena Muda, a qual ressaltou que "nem mesmo no original Jim Crow foi tão divertido e pitoresco". A publicação também afirmou que "Walt Disney, quando aqui esteve, inspirou-se em Grande Otelo para outros personagens, que, certamente, hão de aparecer em desenhos futuros". A atriz Sarah Nobre e sua filha Olga Nobre interpretaram, respectivamente, as elefantas Matrona (Matriarca) e Manhosa (Catty). Iara Jordão e Mary May dublaram as outras duas elefantas maldosas. O músico Almirante, que deu voz à Cegonha, participou consecutivamente de outras adaptações de produções da Disney, de Snow White and the Seven Dwarfs a Bambi. Xavier de Souza dublou o diretor do circo, e Gastão do Rego Monteiro fez a narração inicial do filme. Miguel Orrico, Sônia Barreto, Dorival Caymmi e Nuno Roland também participaram desta versão.
A segunda dublagem foi gravada em 1973 no estúdio Tecnisom e dirigida por Telmo de Avelar, e a terceira em 1998 na Double Sound, sob a condução de Isaac Bardavid. O comediante Orlando Drummond esteve presente nas duas versões, dublando personagens diferentes. Na dublagem de 1973, ele interpretou um dos corvos e participou, junto com os dubladores Antônio Patiño, Francisco Milani e Mário Monjardim, do coral de duas canções: "Oh, Eu Vou Pedir Mais Grana pro Patrão" e "Quando Eu Vi um Elefante Voar". Na versão de 1998, Drummond deu voz ao diretor do circo, com uma interpretação que lembrava um pouco o Sargento Garcia do universo de Zorro, porém, com um tom "mais viril", "forte" e "furioso", como na cena em que seu personagem chicoteia a mãe de Dumbo. Entre os outros artistas que participaram dessas versões, está o ator Ênio Santos, que dublou Timothy.

### Exibição em Portugal
Dumbo foi exibido originalmente em Portugal, bem como em suas colônias à época, com a primeira dublagem brasileira, tendo o mesmo ocorrido quando dos lançamentos originais de The Reluctant Dragon e Bambi em território português. A respeito disso, João de Barro declarou em 1942 na publicação de A Cena Muda: "É interessante assinalar que fora do território brasileiro também nossas gravações têm agradado. O público português, a acreditar ao que nos informou a crítica local, embora tivesse de início estranhado um pouco o linguajar brasileiro, bem depressa a ele se aclimatou, pelo pitoresco de que se reveste".

## Produção

### Dificuldades financeiras e baixo orçamento
Em 1935, mesmo antes de ter finalizado seu primeiro longa-metragem, Snow White and the Seven Dwarfs (1937), os estúdios Disney já estavam trabalhando em outras produções animadas, também baseadas em clássicos da literatura infantil. A primeira, Bambi, foi inspirada em Bambi, a Life in the Woods (1923), um best-seller de Felix Salten. No entanto, devido a problemas de direitos de adaptação, este projeto teve seu lançamento temporariamente adiado e foi precedido por um segundo, Pinocchio (1940), adaptação cinematográfica do famoso romance de Carlo Collodi, Le avventure di Pinocchio, publicado no final do século XIX. Em 1937, iniciou-se outro projeto, o musical Fantasia, lançado no final de 1940. Entre 1938 e 1939, logo após o lançamento de Snow White, a empresa comprou dezenas de direitos de adaptação. Muitos desses projetos só se concretizaram anos mais tarde e outros foram completamente abandonados, mas o amplo material guardado pelo serviço de arquivo dos estúdios, como, por exemplo, esculturas de personagens, atestam que tais produções chegaram a ser cogitadas.
Entretanto, o estúdio passou a enfrentar sérias dificuldades financeiras devido à eclosão da Segunda Guerra Mundial na Europa, o que causou o fracasso de bilheteria de Pinocchio e Fantasia, cujas receitas não excederam um milhão de dólares na época em que estrearam nos cinemas. Esses dois longas-metragens haviam superado suas previsões orçamentárias mesmo antes de seus lançamentos. Pinocchio teria custado, aproximadamente 2,6 milhões de dólares, ao passo que o orçamento de Fantasia, de acordo com alguns autores, é estimado em 2,2, 2,25, 2,28 ou 2,3 milhões.
A Disney, então, foi pressionada a baratear ao máximo possível os custos de suas próximas produções, dois filmes que deveriam gerar receitas para financiar outros projetos mais ambiciosos e, consequentemente, salvar a empresa da falência. O primeiro, The Reluctant Dragon, mistura de gravações em ato real e animação tradicional, contou com um orçamento reduzido de 600 mil dólares e também fracassou nas bilheterias. O segundo, Dumbo, era então a última esperança de sucesso; a equipe de animadores e o próprio Walt investiram todos os esforços para torná-lo "o trabalho mais emocionante até aquele momento", dentro de um limitado orçamento. Além disso, visando conseguir fundos para produzir seus filmes, Walt teve que vender os direitos de publicação das músicas de Snow White, Pinocchio e Dumbo para a gravadora Bourne Music Company, que os detém até hoje.

### Origem de Dumbo
O filme é baseado na história infantil Dumbo, the Flying Elephant, escrita por Helen Aberson-Mayer e Harold Pearl, com ilustrações de Helen R. Durvey. Protegida por direitos autorais em 1939, a obra teria sido publicada originalmente num formato diferenciado chamado roll-a-book, um brinquedo constituído de uma caixa na qual o texto e as ilustrações podiam ser enrolados. No topo do dispositivo havia um botão que, ao ser girado, exibia a próxima página, como numa projeção de slides, dando ao leitor a impressão de estar assistindo a um filme. O nome do protagonista é uma referência a Jumbo, o mais famoso e possivelmente maior elefante conhecido. É também um jogo de palavras intraduzível para o português, uma brincadeira com os termos Jumbo e dumb, este último que em inglês equivale a "bobo", "pateta", "engraçado".

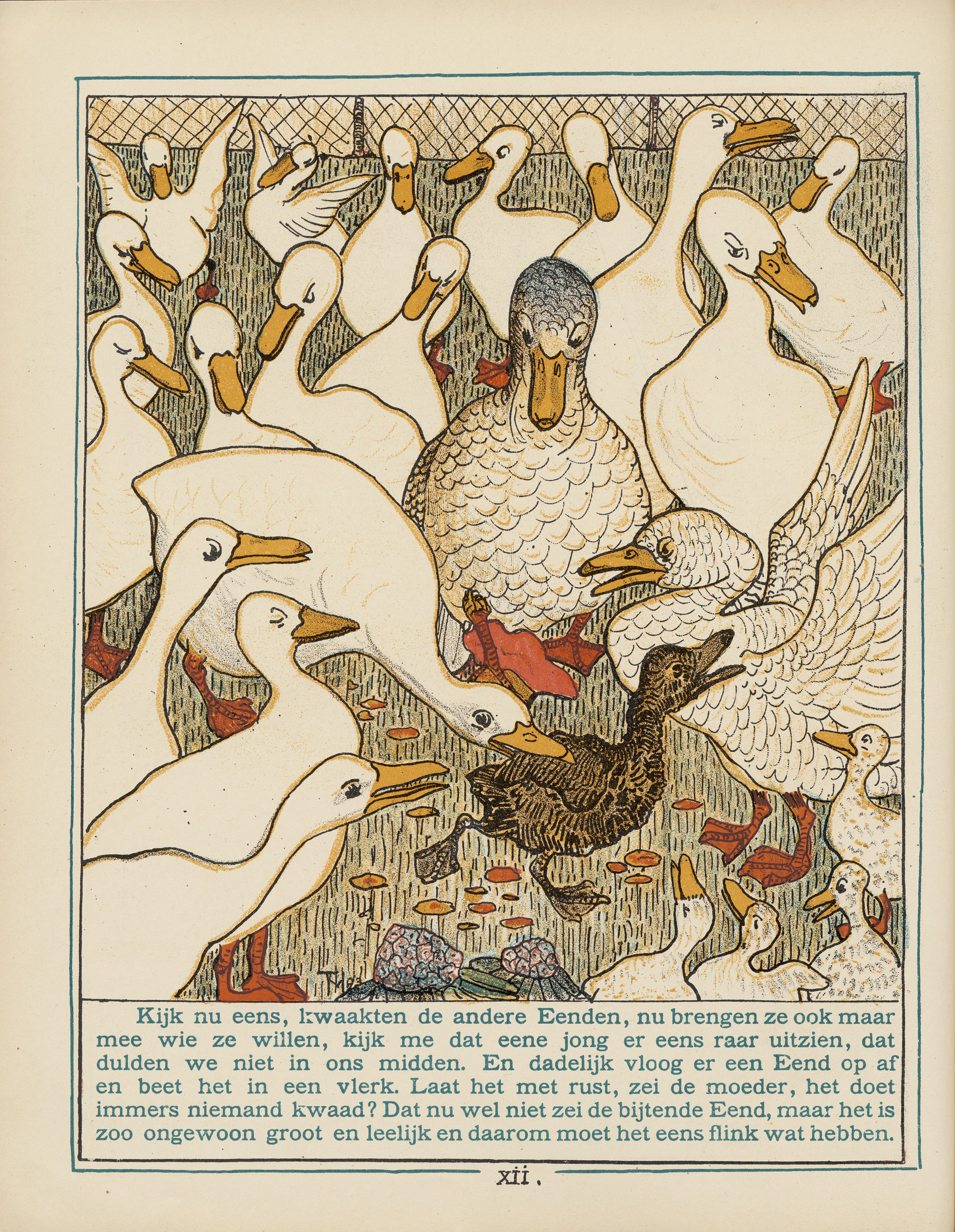
A história original de Dumbo é considerada uma reimaginação do conto O Patinho Feio, de Hans Christian Andersen.

Dick Huemer, animador da Era de Ouro da animação americana, em entrevista de 1977, afirmou que o conto teria sido encontrado "em um pacote de cereais na forma de uma história em quadrinhos". Ao se cruzar as informações, pode-se imaginar um pequeno rolo em formato de pergaminho fornecido como um brinde em uma caixa de cereais ou para ser construído a partir de elementos impressos na caixa. No entanto, nenhum autor especifica o formato exato da história no momento em que a mesma chegou ao conhecimento de Walt Disney, bem como não se tem nenhuma cópia salva de sua edição roll-a-book, embora seus esboços e exemplos de publicações anteriores nesse formato indiquem que tal versão pode ter existido.
De acordo com Michael Barrier, historiador de animação, as provas de artista do trabalho de Aberson e Pearl, assim como os desenhos preliminares para as ilustrações do roll-a-book, feitos por Helen R. Durney, encontram-se preservados na biblioteca da Universidade de Syracuse e são, aparentemente, tudo o que restou de Dumbo em sua forma original, cuja história é basicamente uma releitura do conto O Patinho Feio, muito mais simples e crua do que a versão final da Disney. Dumbo não é um elefante bebê, mas sim "um elefante anão cujas orelhas eram extra grandes e extra rosa". Ele estraga seu primeiro número no circo, mas nenhuma grande catástrofe se desenrola a partir disso. Em vez de ser ajudado pelo rato Timothy, é auxiliado por um tordo chamado Red, que o leva até uma sábia coruja e esta o ensina a voar. Quando o circo chega ao Madison Square Garden (Nova Iorque), Dumbo voa sobre a arena, provocando espanto geral e passa a ser aclamado em todo o mundo a partir de então.
O primeiro funcionário da Disney a tomar conhecimento da história foi o chefe de licenciamento de mercadorias, Way Kamen, no final de 1939, que sentiu que havia ali a base promissora para um novo filme. Segundo o escritor Bob Thomas, o animador Ward Kimball teria proposto a história para Walt Disney no estacionamento do estúdio, contando-a em três minutos, o que geralmente levava pelo menos meia hora para outros longas-metragens. Walt imediatamente percebeu as possibilidades da comovente história e solicitou os direitos de adaptação para Helen Aberson. Para isso, ele teria trazido a escritora de Syracuse (Nova Iorque) para a Califórnia. Em 14 de junho de 1939, a Walt Disney Productions adquiriu os direitos da obra. Por determinação do contrato entre as duas empresas, houve a publicação de uma edição da história no formato de livro convencional, em 1941. O lançamento, do tipo brochura, apresenta na capa apenas os nomes de seus autores originais, sem menção à Disney.
O livro de 1941 difere consideravelmente da obra original de 1939, tendo sido a história remodelada para ser consistente com o que estava surgindo nos primeiros storyboards da Disney; as ilustrações têm óbvias semelhanças com os primeiros esboços conhecidos do filme. Dumbo é um bebê elefante nesta versão, causa o colapso da pirâmide de elefantes e vai trabalhar com os palhaços como punição. Humilhado, ele deixa o circo e é ajudado pelo pássaro Red, que o leva para uma consulta com o professor Hoot Owl, uma coruja psiquiatra. Dumbo revela que seu sonho é voar, a coruja o incentiva a seguir em frente e tentar. Graças ao incentivo de Red, Dumbo voa ao saltar de um penhasco. De volta o circo, e novamente com o encorajamento do pássaro, ele pula de uma plataforma e surpreende a todos com seu voo. Essa versão provisória é mais forte e menos detalhada do que a de 1939, mas ainda não tem o humor nem é tão econômica quanto a versão do filme. As diferenças sugerem que o texto e as ilustrações foram elaborados por artistas da Disney, muito antes de o livro ser publicado.

### Roteiro
Dick Huemer e Joe Grant foram os principais envolvidos no desenvolvimento do enredo. De acordo com David Koenig, especialista em temas relacionados à Disney, Walt originalmente planejou um curta-metragem, mas Huemer e Grant tinham planos mais ambiciosos. A partir da obra original, os roteiristas desenvolveram uma história mais longa e fizeram alterações visando ajustar o roteiro à duração de um longa-metragem. Eles escreveram o roteiro em capítulos, muito parecido com um livro, uma maneira incomum de escrever um roteiro cinematográfico. Cada capítulo finalizado era entregue a Walt para aprovação, de modo que qualquer mudança solicitada por ele pudesse ser feita sem a necessidade de alterar nenhum detalhe dos capítulos seguintes. Após um mês nessa rotina, Walt sentiu que a história estava caminhando na direção para qual ele queria levar o filme e concluiu que a única maneira de fazer justiça ao livro era tornando-o um longa-metragem.
A escrita do roteiro levou cerca de seis meses. Michael Barrier dá como data de início da escrita dos capítulos por Grant e Huemer o mês de janeiro de 1940, após a finalização do roteiro de Fantasia. A permissão para a produção do longa-metragem seria datada de fevereiro do mesmo ano. O projeto foi chamado originalmente de Dumbo in the Circus e podia ser interpretado como uma variante de O Patinho Feio, assim como também o teria sido a versão original de 1939, apresentando um elefante que encontra a redenção ao aprender a voar. O pássaro Red foi transformado no rato Timothy apenas para parodiar a crença popular de que elefantes têm medo de ratos. Os escritores também decidiram que era importante expressar muitas cores em tela, então adicionaram as sequências do desfile dos elefantes cor-de-rosa e da cegonha.
Em maio de 1941, em plena produção de Dumbo, centenas de animadores, insatisfeitos com a pouca participação nos lucros de Snow White, a disparidade salarial e certas atitudes do próprio Walt, deflagraram uma intensa greve na Disney que durou cerca de cinco semanas. Michael Wilmington afirma que os palhaços do filme são "caricaturas, desagradáveis, dos animadores do estúdio que entraram em greve realizadas pelos não-grevistas - os fura-greves",o que parece ser comprovado pela música que os palhaços começam a cantar: We're gonna hit the big boss for a raise ("Vamos acertar com o patrão um aumento" ou "Vamos bater no chefe por um aumento"). O animador Art Babbitt negou essa correlação, embora ele tenha sido demitido da Disney em 26 de maio de 1941 por suas atividades sindicais, três dias antes da greve ser iniciada.
O roteirista Bill Peet, então assistente de animação e entusiasta do circo, participou no roteiro fornecendo diversas piadas visuais. Após uma nota interna solicitando a participação de pessoas com experiência no circo, o Cole Brothers Circus, um dos maiores dos Estados Unidos, ofereceu-se para ajudar com o projeto, e muitos croquis foram criados a partir de suas referências visuais. Uma cena chamada "The Mouse's Tale" ("O Conto do Rato"), desenhada por Grant e Heumer, foi cortada da versão final por ser considerada "aterrorizante demais". Nela, Timothy contaria uma história fantasiosa para Dumbo sobre a origem da murofobia dos elefantes, inventando um tempo imemorial em que os roedores eram gigantes e os elefantes, minúsculos. Os storyboards da sequência foram revelados ao público por Didier Ghez, historiador da Disney, em 2017.

### Perfil dos personagens
O filme apresenta dois personagens principais: Dumbo e seu amigo Timothy. A maioria dos outros personagens "serve apenas para compor o cenário ou para criar situações às quais Dumbo e Timothy precisam reagir", visto que geralmente tratam com hostilidade os dois heróis. A obra também conta com presenças humanas (palhaços, outros funcionários do circo, crianças) e dois grupos relevantes de animais: elefantes e pássaros. Timothy e a Sra. Jumbo, a mãe de Dumbo, são as únicas personagens que demonstram benevolência em relação ao pequeno elefante durante todo o filme.

#### Dumbo
Dumbo não diz uma única palavra no filme. Personagens mudos são um elemento recorrente nos primeiros longas da Disney como, por exemplo, Dunga em Snow White and the Seven Dwarfs (1937), o gato Gideão e o peixe Cléo em Pinocchio (1940) e Mickey Mouse na sequência The Sorcerer's Apprentice, de Fantasia (1940). John Grant observa que, enquanto os sentimentos dos personagens da Disney são expressos, em sua maioria, pela voz, o que vale aqui para Timothy e as "elefantas malvadas", o herói do filme "não pronuncia uma única sílaba". Jeff Kurti observa que Dumbo é o único personagem-título que não fala em uma produção da Disney. Sobre seu silêncio, Grant acredita que "Dumbo é um bebê e os bebês não falam", mesmo que haja humanização de personagens.

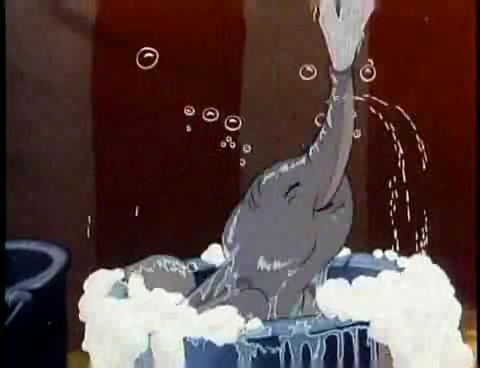
Bill Tytla inspirou-se em seu filho de dois anos para animar movimentos e expressões de Dumbo, como na cena em que o elefantinho toma banho.

Bill Tytla animou as sequências de Dumbo e Sra. Jumbo "com enorme emoção e sensibilidade exacerbada". Tytla lembra, em entrevista a John Canemaker, que, ao animar o protagonista, teve a "oportunidade de fazer um personagem sem nenhuma teatralidade usual. A maioria das expressões e movimentos foram baseadas no meu próprio filho [Peter]. Não há nada teatral em uma criança de dois anos." A juventude de Dumbo o torna um personagem que se sustenta principalmente na ação, tal como Mickey Mouse em algumas produções, Branca de Neve ou Pinóquio. Flora O'Brien observa que a personalidade de Mickey muda com o tempo, uma vez que sua veia cômica vai sendo gradativamente transferida para os coadjuvantes (Goofy, Pluto ou Donald) o que o torna quase um espectador dentro de suas próprias histórias. Pinóquio, como ressalta Grant, torna-se "atuante" no final de seu filme, ao salvar Geppetto. Pode-se dizer que esse mesmo tipo de transformação também ocorre com Dumbo ao conseguir voar.
Dumbo é essencialmente um animal nascido com uma diferença, como o patinho de The Ugly Duckling (1931), da série Silly Symphonies, ou o leão do curta-metragem Lambert the Sheepish Lion (1952), os quais parecem estar em desvantagem, mas "que, na realidade, são mais belos ou mais fortes do que seus pares". A popularidade do elefante deve-se à mensagem de esperança que a história tem a intenção de entregar: "Quando você faz o seu melhor, você consegue algo bom no final".

#### Timothy

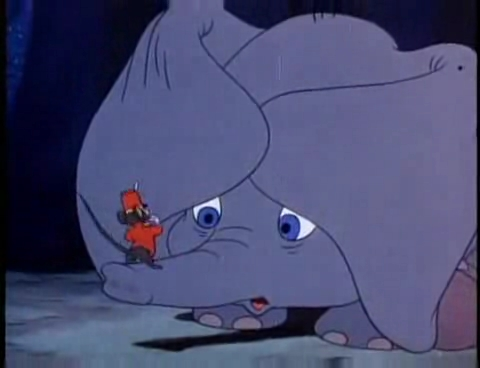
Timothy tenta convencer Dumbo de que as orelhas do bebê elefante não são um problema.

Na história original, o amigo de Dumbo era um pássaro, mas no filme, o rato Timothy desempenha esse papel. Ele serve tanto como a consciência do protagonista quanto como agente artístico. É fácil compará-lo com Mickey Mouse. Grant, no entanto, adverte "que tudo em Timothy é diferente" de Mickey. Para começar, ele funciona como a "pequena ajuda" que o personagem principal recebe para alcançar seu objetivo, uma espécie de Jiminy Cricket, mas menos moralista.
O crítico Michael Wilmington assim o descreve: "Timothy, um impetuoso roedor do Brooklyn em um traje de desfile vermelho e dourado é uma figura familiar da Disney. Não só vemos traços de Mickey em sua personalidade (seu lado indomável e otimismo inflexível), mas também é um primo distante de Jiminy Cricket de Pinocchio, Tata e Jaq de Cinderella (1950) e também lembra um pouco a fada Tinker Bell de Peter Pan (1953)." O personagem foi animado principalmente por Fred Moore e Wolfgang Reitherman. Barrier indica que Moore estava "completamente mergulhado no alcoolismo" na época e isso teria tornado a criação de Timothy "um caso especial".
Por outro lado, ao contrário de Jiminy Cricket, Timothy não busca honra ou recompensa. Ele até aceita trabalhar em troca de amendoins, mas por uma questão de sobrevivência. Sua entrada em cena lhe confere bastante carisma, fundamentado no mito do medo dos elefantes em relação aos ratos, que serve como base para sua amizade e seu papel de mentor para Dumbo. Timothy, além da Sra. Jumbo, é o único personagem a demonstrar um sentimento de proteção em relação ao protagonista. Na versão original, quando Timothy tenta confortar o elefante, ele diz que "muitas pessoas com orelhas grandes são famosas", o que é uma piada inventada por Walt Disney com o fato de ele próprio ter orelhas grandes. Quando o filme foi lançado, a frase também foi tomada como referência à Clark Gable, uma vez que o ator estava no auge de sua carreira naquela época.

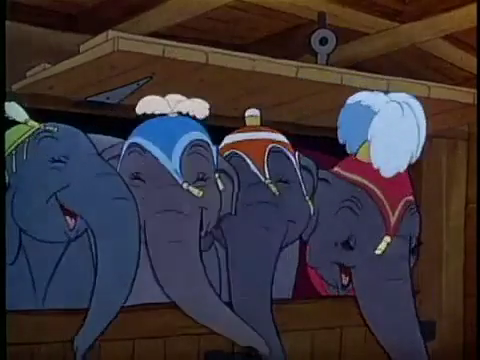
Dumbo é inicialmente escarnecido por um quarteto de elefantas do circo.

#### Os elefantes
A Sra. Jumbo, a mãe de Dumbo, é caracterizada por dois traços: o primeiro é o da "mãe que toda criança teme perder", o segundo é o da vítima de uma injustiça causada por um mal-entendido, ao ser presa e separada de seu bebê por engano pelos funcionários do circo. Assim como Dumbo, ela quase não fala no filme. Sua voz é ouvida durante a canção "Baby Mine" e no início do filme, quando ela batiza o filho. Apesar de uma primeira indicação do silêncio da personagem, Grant explica em seguida que ela responde às outras elefantas que riem das orelhas de Dumbo, contradizendo seus comentários quanto a este aspecto.
As outras elefantas (pois, segundo Grant, são todas fêmeas), ao contrário de Dumbo e da Sra. Jumbo, são falantes inveteradas. Seus nomes correspondem às suas respectivas personalidades. Embora suas roupas mudem durante o filme, Grant as define pela cor inicial: Matrona (ou Matriarca) é a mais velha, a maior, veste cinza escuro e usa um chapéu rosa-roxo; Prissy ("carrancuda", em inglês) é a que aparenta ser a mais séria; Giggles ("risadinha", em inglês) representa uma "criança muito mimada pouco inteligente" e veste azul; e Catty ("maliciosa", em inglês) é uma "megera de discurso dissimulado" e veste amarelo. O autor as descreve como uma caricatura de "personagens que todos nós encontramos em qualquer rua e, às vezes, infelizmente todos os quatro de uma só vez". O comportamento delas só muda quando a Sra. Jumbo enfrenta seu escárnio.

#### As aves
A cegonha que traz Dumbo, chamada de Mr. Stork, foi animada por Art Babbitt. Essa personagem é uma caricatura do "burocrata incompetente" que, apesar de seus muitos erros anteriores, obriga a Sra. Jumbo a assinar o documento de recebimento do bebê. Outra espécie de ave importante no filme são os corvos, animados por Ward Kimball. O grupo é formado por cinco corvos cujo líder é chamado de Jim "Dandy" Crow. Os outros receberam nomes de acordo com suas características: Fat Crow ("corvo gordo"), Glasses Crow ("corvo de óculos"), Precher Crow ("corvo pregador") e Straw Hat Crow ("corvo com chapéu de palha"). Eles têm vozes afro-americanas, no entanto, segundo Grant, retratam o comportamento da classe média branca dos Estados Unidos.
A crítica de dança Mindy Aloff relata que os movimentos dos corvos foram inspirados nos números de improvisação de sapateado dos Jackson Brothers, um dueto de dançarinos formado por Eugene Jackson (1916-2001), que participou da série Our Gang, e seu meio-irmão Freddy Baker (1919-1995). No entanto, ela ressalta que a sequência de referência filmada permaneceu anônima até a década de 1990. A autora apresenta o seguinte relato:
| “ | Entre 1995 e 1996, o autor e especialista em sapateado, Rusty Frank, trabalhou no estúdio como assistente do departamento de câmeras. Scott MacQueen, um colega, apresentou-lhe certo dia um rolo de filme que serviu como referência para Dumbo contendo uma película que mostrava dois dançarinos de sapateado. Eles fizeram uma cópia e Frank procurou por esses dois dançarinos. O dançarino e coreógrafo Fayard Nicholas reconhece os Jackson Brothers e consegue contatá-los. Em 21 de novembro de 1995, uma limusine levou Eugene Jackson e sua esposa até o Disney Studios para ver o filme feito por volta de 1935-1937. Naquela noite, ele se viu dançando pela primeira vez 60 anos antes com seu irmão, que infelizmente havia morrido alguns meses antes. | ” |

#### Outros personagens

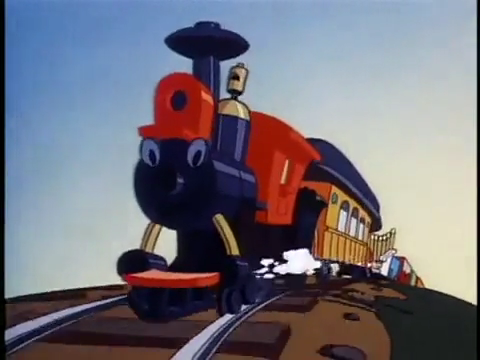
A locomotiva Casey Junior.

O ser humano mais notável é o mestre de cerimônias do circo. Ele usa um traje vermelho e dourado, assim como Timothy, e não é, em sentido restrito, um "vilão". Ele "encarna a imagem do diretor" e da pessoa que "simplesmente não entende o que está acontecendo". Outro humano do circo é o treinador de elefantes chamado Joe, cujo papel é reduzido como resultado do encurtamento do roteiro, com sua silhueta contra a lona de uma tenda. Os humanos também são representados pela turma de garotos que atormentam Dumbo. O líder deles se chama Skinny ("magrelo", em inglês), um garoto de cabelos ruivos, com sardas e orelhas grandes.
Um personagem em particular, nem humano nem animal, também tem um um papel importante: a locomotiva do trem de circo, chamada Casey Junior. É uma das poucas máquinas a ter personalidade e voz em um filme da Disney, como é possível ver no documentário The Reluctant Dragon, lançado alguns meses antes de Dumbo. Neste último, foram usados efeitos sonoros especiais no momento em que a locomotiva puxa um trem de carga.

### Animação

#### Economia em todos os níveis
Walt Disney, em reunião convocada em fevereiro de 1940, chamou atenção para suas dúvidas sobre o "lado caricatural do filme", principalmente em relação aos animadores responsáveis pelo desenvolvimento, Bill Tytla e Ferggy (Norman Fergusson). Em março do mesmo ano, Otto Englander assumiu a liderança de uma equipe para transformar o roteiro de Grant e Huemer em uma série de esboços. No entanto, devido a uma redução de custos, começando com a de um estenógrafo as atas das dezenas de reuniões realizadas entre maio e dezembro de 1940 não existem e não oferecem nenhuma informação sobre o desenvolvimento da história de Dumbo. Pierre Lambert observa que os storyboards são "mais deslocados e geralmente pequenos", os leiautes dos cenários são simplificados", "sombreamentos e iluminação menos elaborados" e o formato de trabalho de 12 field (24,5x30 cm) em vez de 16 field (30x39,5 cm).

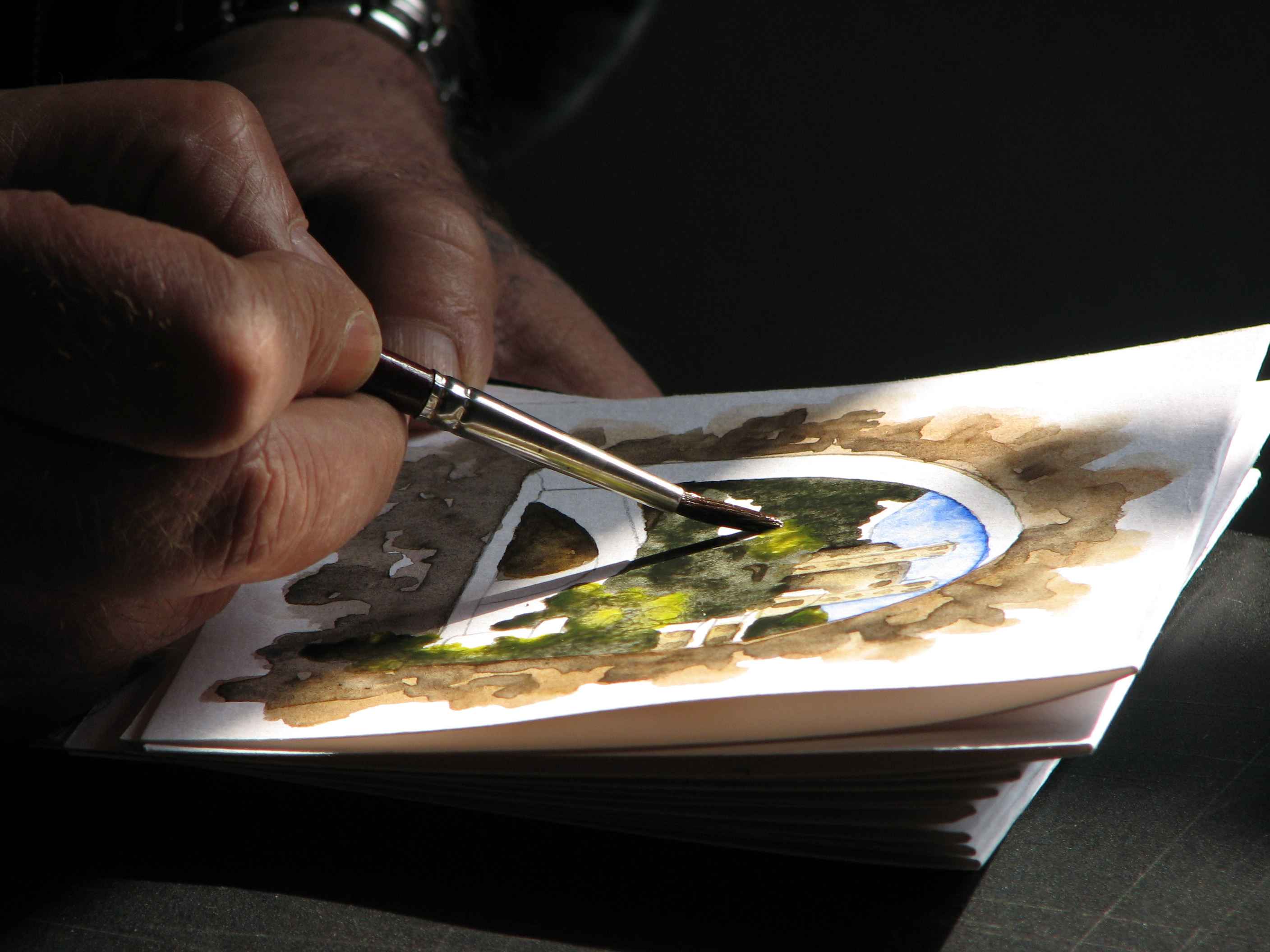
Dumbo foi um dos poucos longas-metragens da Disney em que os animadores usaram pintura de aquarela, uma técnica geralmente usada na produção de curtas-metragens, nos fundos das cenas.

Lambert indica que a pré-produção durou seis meses, em vez de dois anos em média em comparação com as produções anteriores. A produção do filme em si levou pouco mais de um ano para ser finalizada. O diretor supervisor Ben Sharpsteen recebeu ordens para manter o filme simples e barato. Dessa forma, o longa-metragem apresenta vários exemplos de simplificações ou economias de animação. Como resultado, em Dumbo falta o detalhe pródigo das três animações da Disney anteriores (Fantasia, Pinocchio e Snow White and the Seven Dwarfs): o design das personagens é mais simples e os fundos são menos detalhados. Os trabalhadores que constroem a tenda, os músicos e os funcionários do circo não têm rosto. Ainda assim, eram levados elefantes e outros animais ao estúdio para que os animadores pudessem estudar seus movimentos.
Outra alternativa para a contenção de gastos foi o uso da pintura de aquarela para processar os fundos das cenas. Em outros longas-metragens da empresa, eram usados tinta a óleo e guache, que levavam mais tempo para pintar e secar. Dumbo e Snow White são os dois filmes clássicos da Disney que usaram a técnica, que foi regularmente empregada para os vários curtas-metragens da empresa. O filme Lilo & Stitch (2002) foi bastante influenciado por Dumbo, fazendo uso de fundos com aquarela.
Franklin Thomas e Ollie Johnson exploraram um exemplo de simplificação do cenário na cena em que Dumbo e Timothy bebem álcool inadvertidamente derramado pelos palhaços. Timothy cai em uma bacia com álcool e, para não se mostrar todos os estágios do efeito da substância, o que tornaria a cena mais complexa e exigiria uma animação mais detalhada, o personagem permanece fora da visão do espectador até que emerja da bacia, já embriagado. Vários testes foram feitos por Fred Moore antes de se tomar a decisão de mudar o cenário para evitar mostrar essa evolução.
Segundo Mari Ness, da revista eletrônica Tor.com, os animadores procuravam assegurar que apenas dois ou três personagens apareceriam na tela em boa parte das cenas, visto que isso reduzia os problemas técnicos de se animar 30 ou mais personagens e objetos de uma só vez. Mesmo quando o roteiro exigia vários personagens, os profissionais recorriam a alguns truques, como mostrar somente as cabeças dos elefantes em certa cena ou animar apenas as sombras dos personagens — um recurso que funcionava não só visualmente, pois permitia que a maior parte da ação envolvendo humanos acontecesse na penumbra, mas também significava que não seria preciso desenhar muitas linhas. Todd Martens, em matéria do Los Angeles Times, observa que o fato de os humanos serem frequentemente vistos como sombras em uma tenda se desvia dos padrões dos primeiros filmes do estúdio, mas intensifica os temas do isolamento e do bullying negligente presentes em Dumbo.
Ainda conforme Ness, os animadores economizavam tempo copiando diretamente o material de outros desenhos animados e cortando enredo e diálogos sempre que possível. Filhotes de tigre aparecem brevemente, mas como suas listras eram difíceis de animar, foram logo descartados do resto do filme e substituídos por avestruzes de Fantasia, de animação mais fácil, embora tigres sejam mais associados a circos que avestruzes. Dumbo não possui os efeitos de água e luz predominantes em Pinocchio e Fantasia e não apresenta cenas subaquáticas; o protagonista pula no gesso e não na água, visto que o gesso exigia menos efeitos especiais do que respingos de água. Essa simplicidade permitiu que os animadores trabalhassem rapidamente, produzindo cerca de 120 a 140 animações por dia, em contraste direto com os oito a dez desenhos diários conseguidos pela equipe que estava trabalhando em Bambi no mesmo prédio.
Em abril de 1941, para financiar produções em andamento, a Disney recebeu um adiantamento de 500 mil dóalres da RKO Pictures para a distribuição de Dumbo. Entre o final de maio e setembro de 1941, o estúdio passou por dois eventos importantes que não pareceram influenciar diretamente na produção do filme. Em 29 de maio, três dias após a demissão de Art Babbitt deflagrar a greve na Disney, 300 animadores se instalaram em frente ao estúdio e exigiram representação sindical e melhores salários, o que resultou no adiamento da produção de Bambi por três meses. O conflito acabou, Walt viajou para a América do Sul em meados de agosto em uma missão parcialmente diplomática. Após seu retorno, a Disney deu prosseguimento à produção de Dumbo. A situação financeira, entretanto, forçou o estúdio a reduzir, em novembro, seu número de funcionários para 530, dispensando cerca de 200 profissionais, ficando com menos da metade dos empregados presentes no início de 1941.
O filme teria sido concluído entre setembro e outubro de 1941. A RKO teria pedido à Disney para prolongar o filme, o que a empresa recusou. Segundo Bob Thomas e Pierre Lambert, essa recusa se deu por dois motivos: o primeiro foi "a impossibilidade de alongar ainda mais um roteiro já muito frágil", o segundo foi financeiro, pois dez minutos adicionais de filme custariam, aproximadamente, meio milhão de dólares. A estreia de Dumbo ocorreu em 23 de outubro de 1941, em Nova Iorque.

#### Animação entre curta e longa-metragem
De acordo com Mark Langer, o filme possui dois estilos de animação distintos: de um lado, o estilo nova-iorquino típico da Fleischer Studios, aqui na forma de um pesadelo com elefantes cor de rosa, e outro estilo menos "cartoonizado" da Costa Oeste, mais habitual dos estúdios Disney. Em uma opinião bastante próxima, Lambert considera que o filme como um todo tem um "estilo muito caricato próximo aos curtas-metragens da década de 1930". Para Barrier, o principal estilo artístico do filme é a caricatura. John Hench, na época recém-contratado pela Disney, pintou os cenários de fundo.
Em contraste, alguns elementos do filme são próprios do estilo de um longa-metragem. O estudioso de cinema Leonard Maltin mencionou que um crítico escreveu, na época do lançamento original do filme, que Dumbo tinha "mais ângulos de câmera do que Citizen Kane (1941)". Segundo Ness, os animadores produziram esporadicamente alguns efeitos mais complexos, tais como as várias imagens alternadas mostradas no momento em que Dumbo abre os olhos pela primeira vez, neve, sombras animadas e bolhas, este último um efeito que os artistas haviam dominado depois de aplicá-lo nos três filmes anteriores.
Koenig observa alguns erros no filme. Na cena da pirâmide de elefantes, o diretor do circo é cercado por oito elefantes adultos, mas apenas sete são vistos na pirâmide completa. O cineasta Oliver Stone notou que, na sequência em que os cinco corvos caem na grama e começam a rir, um deles parece o líder, mas sua jaqueta é marrom em vez de azul. Quando corta para o quadro seguinte, o líder é visto com seu traje normal. A cena corta novamente, as aves já voaram para longe e o suposto sexto corvo de jaqueta marrom desaparece. Ness afirma que o erro na sequência da pirâmide evidencia na tela os efeitos da greve dos animadores: "o perfeccionista Walt Disney, em circunstâncias normais, notaria isso em dois segundos e exigiria que toda a sequência fosse descartada e refeita com o número correto de elefantes".
Mark I. Pinsky ressalta que o filme se desenrola em um circo na região da Flórida durante o inverno, como se pode ver na cena de abertura com o "bombardeamento" de bebês. Este é um fato verídico: muitos circos dos Estados Unidos no início do século XX se estabeleciam na Flórida durante os meses de inverno, entre eles o famoso Ringling Bros. e Barnum & Bailey Circus, que se estabeleceu em Sarasota em 1927. John Ringling, um dos cinco fundadores, comprou naquela cidade uma casa em 1912, a qual mais tarde foi transformada em um museu.

### Efeitos sonoros
Alguns efeitos sonoros do filme foram criados com o sistema Sonovox, um aparelho desenvolvido em 1939 e posteriormente substituído pelo vocoder. Conforme explicou o artista de efeitos especiais Ub Iwerks na edição de fevereiro de 1942 da revista Popular Mechanics, o Sonovox consistia em "dois pequenos dispositivos em forma de biscoito [alto-falantes] que são colocados nos dois lados da garganta. Gravações sonoras — dados chacoalhando, cachoeira e similares — são transmitidas até a laringe através deles, para que o som realmente saia da garganta humana". Os movimentos da língua e dos lábios modificavam o som para produzir articulações semelhantes à fala, de modo que esse equipamento possibilitava que a voz humana pudesse soar semelhante aos mais diversos tipos de som. Uma sequência em preto e branco com a animação do trem Casey Jr. foi elaborada para mostrar a criação dos efeitos de voz aplicados a esse personagem através do Sonovox. Esse registro pode ser visto na produção The Reluctant Dragon, lançada em julho de 1941. Todavia, essa sequência animada não foi incluída na versão final de Dumbo.

### Música
A partitura do filme foi composta por Oliver Wallace e Frank Churchill, sendo que o primeiro havia trabalhado anteriormente na trilha musical de cerca de 140 curtas-metragens da Disney e o último, nas músicas da série Silly Symphonies. Em Dumbo, Wallace compôs as duas últimas canções, "Pink Elephants on Parade" e "When I See an Elephant Fly", bem como a maioria das músicas adicionais. Churchill compôs três das principais faixas, incluindo a canção de ninar "Baby Mine". As letras foram escritas por Ned Washington e a orquestração ficou a cargo de Edward Plumb. O primeiro álbum com a trilha sonora foi lançado em 14 de novembro de 1941 pela RCA Victor no formato de 78 rpm (três discos). Houve relançamentos no formato LP em 1957, 1959, 1963 e na década de 1970. Em 14 de outubro de 1997 uma edição completa e remasterizada da trilha foi disponibilizada nos Estados Unidos pela Walt Disney Records em CD e, posteriormente, para download digital.

## Lançamento
O filme estreou em Nova Iorque em 23 de outubro de 1941, no Teatro Broadway. Na ocasião, Walt Disney disse que Dumbo foi "a coisa mais espontânea que já havíamos feito... Tudo começou com uma ideia e, enquanto continuávamos a trabalhar nela e a aprimorá-la, antes de nos darmos conta, tornou-se um longa-metragem". No Brasil, foi exibido pela primeira vez em 10 de julho de 1942 no cinema Plaza do Rio de Janeiro, em pré-estreia para a alta sociedade, membros do corpo diplomático e jornalistas, um evento patrocinado pela então primeira-dama do país Darcy Vargas em benefício da instituição filantrópica Casa das Meninas, conforme acordo firmado com o próprio Disney. Três dias depois, o filme foi lançado nacionalmente, a começar por Rio de Janeiro e São Paulo. Em Portugal, teve estreia nacional em 27 de janeiro de 1944.
Em resposta à recepção positiva do filme, a revista Time tinha planos para nomear Dumbo como o seu "Mamífero do Ano" (uma brincadeira com seu relatório anual "Homem/Pessoa do Ano"), com uma aparição do personagem na capa da revista de 29 de dezembro de 1941. No entanto, o ataque a Pearl Harbor, em 7 de dezembro do mesmo ano, ocasionou a entrada dos Estados Unidos na Segunda Guerra Mundial, mudando o ciclo de notícias para longe de Dumbo. As próximas capas mostraram líderes norte-americanos e japoneses, sendo a imagem do elefante substituída pela do general Douglas MacArthur.
Apesar disso, a Time publicou, na seção "Cinema" da edição de 29 de dezembro, uma reportagem de 1 400 palavras sobre o elefantinho resiliente, abordando sua criação na Disney e descrevendo-o como uma distração bem-vinda e fonte de conforto para um país em guerra: "Entre todos os horrores e ameaças de 1941, sua face sincera e honesta é o rosto de um verdadeiro homem de boa vontade". Todavia, segundo John Canemaker, essa reportagem declarou que "a produção do filme terminou sem Walt Disney", retratando-o como "um empresário ausente", o que teria deixado Walt profundamente afetado.

### O filme ao longo das décadas
A obra foi relançada nos cinemas em 1949, 1959, 1972 e 1976. O segundo relançamento foi motivado pelo sucesso da transmissão televisiva inédita de Pinocchio em 14 de setembro de 1955, no programa Walt Disney Presents na ABC, o que o levou a retornar aos cinemas em meados de 1956. Isso deu a oportunidade à nova subsidiária, Disneyland Records, de editar discos contando a história do filme, rapidamente ocorrendo o mesmo com outras produções, entre elas Dumbo, relançado nos cinemas em 1959. Para esta versão, os atores regravaram suas vozes, o que pode ser atestado pela voz ligeiramente mais envelhecida de Edward Brophy ao interpretar Timothy. As trilhas sonoras dessas regravações foram comercializadas em disco de vinil nos EUA a 1,98 dólares em vez do preço habitual de 4,98 dólares e se tornaram um dos maiores sucessos da gravadora, sendo vendidas no mesmo formato pelas próximas duas décadas.
Em 1963, a Disney lançou versões de seus primeiros longa-metragens em conjuntos que incluíam um livro, contendo ilustrações desdobráveis e um disco; a de Dumbo foi uma das primeiras a ser publicada. Na década de 1960, os corvos começaram a ser criticados por serem uma caricatura da população afro-americana (ver seção "Controvérsia racial"). O filme foi novamente transmitido pela televisão no programa The Wonderful World of Disney, em 17 de setembro de 1978, 18 de novembro de 1985, 14 de setembro de 1986 e 30 de outubro de 1988; versões de 1985 e 1986 foram lançadas junto de Mickey and the Beanstalk e Lambert the Sheepish Lion.

### Mídia doméstica
Dumbo foi o primeiro filme de animação da Disney a ser lançado em home-vídeo. Foi disponibilizado em VHS em 26 de junho de 1981, e também em Betamax nesse mesmo ano. Inicialmente liberado apenas para aluguel de vídeo, foi disponibilizado para venda em meados de 1982, nos formatos anterioriormente mencionados e também em Laserdisc. Em seguida, foi reeditado como parte do lançamento da coleção Clássicos Disney em 1985.
No Brasil, foi lançado pela Abril Vídeo em VHS em novembro de 1988, após mais de dois anos de negociações entre a distribuidora paulista e as produtoras Walt Disney Productions e Touchstone Pictures. Era a primeira vez que filmes da Disney eram lançados em vídeo caseiro no país e Dumbo fez parte do primeiro pacote de títulos adquiridos pela Abril, entre os quais também estavam Mary Poppins, Saludos Amigos, Mickey's Christmas Carol, The Love Bug e Tron. Em 1991, Dumbo figurava entre os desenhos clássicos da Disney mais vendidos no Brasil e, em 1998, foi relançado em VHS em comemoração aos 56 anos do lançamento da produção.
O filme recebeu uma remasterização em 1986 e foi lançado na edição de 50º aniversário (1991) e, depois, como parte da coleção Walt Disney Masterpiece em 1994. Em 23 de outubro de 2001, foi lançado em VHS e pela primeira vez em DVD como parte da "60th Anniversary Special Edition" (Edição de 60º Aniversário no Brasil). Em 2006, uma nova edição chamada de Big Top Edition do filme foi lançada em DVD, seguido por um lançamento "UK Special Edition" na Inglaterra em maio de 2007.
Em 20 de setembro de 2011, foi lançada nos Estados Unidos uma "70th Anniversary Edition" ("Edição de 70º Aniversário" no Brasil e em Portugal), disponibilizada em dois pacotes diferentes: uma incluindo o Blu-ray com DVD e um DVD de um disco. O filme também foi lançado em formato de download digital. Todas essas versões contêm cenas deletadas e vários bônus, tais como cenas deletadas, making-of, jogos e curtas animados. O filme ganhou novo relançamento em Blu-ray e DVD em 26 de abril de 2016, em comemoração ao seu 75º aniversário.

## Recepção

### Um filme curto, econômico e bem-sucedido
Com apenas 64 minutos, Dumbo é o longa-metragem de animação mais curto da Disney depois de Saludos Amigos. É também um dos menos pretensiosos, mas continua sendo um dos mais graficamente completos. Para John Grant, o filme anterior, The Reluctante Dragon é "barato e de má qualidade", enquanto Dumbo é "barato, mas brilhante graças à sua qualidade artística", embora não tenha "a riqueza de Snow White, Pinocchio ou Bambi". Ele afirma que a película "é uma história encantadora e, como muitas outras histórias encantadoras, é simples". Lambert o considera "fascinante e maravilhosamente animado".
Dumbo contou com um baixo orçamento se comparado aos clássicos que o antecederam. Alguns autores estimam que o filme teria custado "apenas" 786 000 (Barrier), 800 000 (Thomas) ou 812 000 dólares (Grant e Smith). Como lembra Ward Kimball, citado por Maltin, a soma seria de, aproximadamente, 950 mil dólares (equivalente a 16 180 000 dólares em 2018), metade do custo de produção de Snow White, menos de um terço do custo de Pinocchio, e certamente bem menor do que o caro Fantasia. Dave Smith associa esse baixo custo com a rapidez do trabalho do departamento de animação que lidou com uma história sucinta e com personagens de poucas nuances. Kimbal ressalta que a película teve "um desenvolvimento rápido e sem erros, sem cortes de edição como em Pinocchio, sem muitas correções ou modificações durante toda a produção" e que com "Dumbo, o desenho animado da Disney atinge seu auge". Grant contradiz a afirmação de que a obra representa o auge, mas concorda que "o filme é um dos melhores da Disney de todos os tempos, o que é confirmado pelo fato de quase todas as crianças do mundo ocidental conhecerem o personagem".
Apesar do advento da Segunda Guerra Mundial, Dumbo tornou-se o maior sucesso de bilheteria da Disney na década de 1940. Após o seu lançamento em 23 de outubro, a película provou ser um milagre financeiro em comparação com outros filmes do estúdio. Estima-se que em sua primeira exibição tenha arrecadado 653 783 dólares. O filme, posteriormente, arrecadou cerca de 1,6 milhões dólares (equivalente a 27 250 000 dólares em 2018) durante todo o período de seu lançamento original; Dumbo e Snow White são os dois únicos longas-metragens da Disney a gerar lucro antes de 1943.
Grant levantou a possibilidade de que o sucesso em termos de bilheteria deve-se ao fato de que "Walt, irritado com a greve da Disney iniciada no final de maio de 1941 e, portanto, nos últimos meses de produção de Dumbo, foi forçado a não interferir na produção e não pedir a seus animadores que constantemente refizessem as cenas que ele não gostava". Para Barrier, Dumbo tem uma vantagem sobre os filmes anteriores: ele "precisava de uma animação menos elaborada em termos de personagens e efeitos".

### Resposta da crítica
O filme recebeu avaliações bastante positivas da crítica especializada na época de seu lançamento original. A Variety declarou que Dumbo era "uma historinha agradável, cheio de pathos misturado com grandes doses de humor, novos e interessantes personagens animais, muita música boa e a habilidade habitual da Disney na técnica de desenhar e usar cores". Cecelia Ager, redatora do jornal PM, referiu-se ao filme como "o mais bonito e adorável da Disney até agora. Tem muito bom gosto, beleza, compaixão, habilidade e controle. Marca um retorno aos princípios básicos da Disney, o reino animal — aquela terra feliz onde os funcionários da Disney se transformam em artistas; onde sua imaginação, alegria, engenhosidade, ousadia florescem mais livres; onde, em suma, eles se sentem em casa".
Em resenha publicada no The New York Times, Bosley Crowther afirmou que Dumbo era "o mais genial, o mais cativante, o mais completo e precioso filme em desenho animado que já emergiu dos pincéis mágicos dos milagrosos artistas de Walt Disney". A Time escreveu: "Assim como a história e os personagens, o colorido de Dumbo é suave e moderado, livre de cores de cartão-postal e detalhes confusos — um avanço técnico significativo. Mas o charme de Dumbo é que ele traz novamente à vida aquele reino animal quase humano onde Walter Elias Disney é o rei de todos eles". Segundo o jornalista Todd Martens, várias críticas elogiosas com "termos emocionantes" foram publicadas no Los Angeles Times à época, com uma delas declarando que nenhuma falha "vem à mente quando se assiste ao filme".
Entre críticas retrospectivas, Leonard Maltin afirnou que Dumbo é seu filme favorito do estúdio e o descreveu como "um dos filmes de animação mais encantadores de Walt Disney". Kim Newman, em revisão à Empire, classificou o filme com a pontuação máxima (cinco estrelas) e comentou: "Com um herói animal genuinamente adorável [...] e um enredo interessante, o filme é perfeito para crianças mais novas, com humor, encantamento e final reconfortante, mas não é tão inofensivo assim para qualquer pessoa com mais de oito anos e sempre emociona tanto os pais quanto as crianças. Indispensável". Dave Kehr, do Chicago Reader, escreveu que o filme "é um dos mais fascinantes e perfeitamente harmoniosos da Disney, não inflado pelas pretensões culturais que Tio Walt gostava de usar".
Eric Henderson, em sua crítica na Slant Magazine, atribuiu quatro de cinco estrelas ao longa-metragem e afirmou: "em seu escasso tempo de duração de 64 minutos, o melodrama poderoso de Dumbo me reduz a um naufrágio de lágrimas e muco pelo menos uma vez a cada exibição. Chame de narcisismo agudo do tipo mártir, mas a exclusão social do jovem Jumbo Jr. toca numa ferida muito específica". Keith Phipps, do A.V. Club, disse que a obra "não é apenas uma das melhores produções da era clássica da Disney, mas também um dos melhores filmes de animação de qualquer estúdio em qualquer época". R.L. Shaffer, em resenha no IGN, comentou que o longa "pode não ser o filme de animação favorito de todos, mas é um clássico consagrado, cheio de amor, felicidade e emoção".
Em 1955, ao apresentar Dumbo durante um episódio da telessérie Disneyland, o próprio Walt Disney admitiu que "a história do pequeno elefante com orelhas grandes" era seu filme favorito entre todos do estúdio, comentando: "Desde o início, Dumbo foi um filme feliz. De fato, partiu de uma ideia muito simples e, como Topsy, simplesmente cresceu. [...] Se uma ideia boa surgisse, nós a incluiríamos na história. Foi um filme realmente feliz do começo ao fim". No agregador de críticas cinematográficas Rotten Tomatoes, o filme é classificado com 98% de aprovação com base em 41 avaliações, apresentando uma pontuação média de 8,38/10. O site apresenta o seguinte consenso crítico em relação à obra: "Dumbo comprime muita história em seu breve tempo de execução, juntamente com toda a animação sentimental e a música maravilhosa que você esperaria de um clássico Disney". O agregador Metacritic atribuiu à película uma pontuação de 96/100, com base em 11 críticas, indicando "aclamação universal".

### Reconhecimento
Em 1942, o filme venceu o Oscar de Melhor Trilha Sonora, concedido aos diretores musicais Frank Churchill e Oliver Wallace. Churchill e o letrista Ned Washington também foram indicados ao Oscar de Melhor Canção Original por "Baby Mine", a música que toca durante a visita de Dumbo à prisão de sua mãe. Em 1947, a obra também competiu na categoria de longas-metragens da segunda edição do Festival de Cannes e venceu o Grand Prix de Melhor Design de Animação.
O filme é reconhecido pelo American Film Institute em quatro de suas listas comemorativas dos 100 anos de cinema nos Estados Unidos. "Baby Mine" foi nomeada para a lista 100 Anos... 100 Canções (2004) e o longa-metragem recebeu indicações para figurar nas listas 100 Anos... 100 Vivas! (2006), dos filmes mais inspiradores; 25 maiores musicais do cinema (2006); e AFI's 10 Top 10 (2008), das grandes produções de dez gêneros clássicos, nomeado à categoria de melhor filme de animação. Em 2011, a Time o incluiu em sua lista dos "25 Melhores Filmes de Animação de Todos os Tempos", colocando-o em quarto lugar.
Em 13 de dezembro de 2017, Dumbo foi anunciado como uma das obras selecionadas para proteção e conservação para a posteridade no National Film Registry da Biblioteca do Congresso dos Estados Unidos, sendo considerado "culturalmente, historicamente ou esteticamente significante". Dessa forma, o filme foi reconhecido como importante para o cinema e o patrimônio cultural e histórico do país.

## Temas e análises
Steven Watts escreve que Snow White and the Seven Dwarfs, Pinocchio, Fantasia, Dumbo e Bambi tornaram-se uma parte central e, às vezes, amada do estúdio, definindo um marco criativo e apresentando um complexo entrelaçamento de elementos artísticos e de entretenimento. Dumbo não é o primeiro filme da Disney a usar um elefante como herói. De acordo com John Canemaker, o curta Elmer Elephant (1936), da série Silly Symphonies, apresenta um paquiderme que é motivo de riso dos animais da selva também por causa de suas orelhas, mas especialmente por sua tromba, até que, usando-a, consegue salvar de um incêndio a jovem tigresa, por quem se apaixona, ganhando um beijo dela e conseguindo o respeito dos outros animais.
Pierre Lambert escreve que, embora Walt Disney tivesse ordenado fazer um longa-metragem com um orçamento reduzido, ele não interveio pessoalmente na produção de Dumbo por outras razões que não orçamentárias. No entanto, para Richard Shickel, o filme inaugura um princípio mais tarde adotado em Alice in Wonderland (1951) e Peter Pan (1953): o de um longa feito ao estilo de um curta-metragem. Depois de aceitar a produção de Dumbo como um longa-metragem, Walt teve que enfrentar, em ordem cronológica, a greve dos animadores da Disney (a partir do final de maio de 1941), a viagem à América Latina (a partir de meados de agosto do mesmo ano) e a entrada dos Estados Unidos na guerra. Também pode ser mencionado seu envolvimento na produção de Bambi (1942), o qual "ele acreditava mais no sucesso" e "cuja realização era mais complicada por causa da dificuldade de animar os animais de forma realista".

### Uma obra com diferentes leituras
Bob Thomas escreve que o filme tem "uma exuberância que falta nos filmes anteriores da Disney". Devido à sua ambientação em um circo, a película apresenta "uma explosão de cores na forma de grandes flashes, uma abundância de vermelhos, amarelos, verdes que teriam sido muito chocante para os olhos se não houvesse uso de contrastes".
De acordo com Michael Barrier, Dumbo tem semelhanças de tema com alguns curtas feitos depois pelo estúdio, como Lambert the Sheepish Lion (1952) ou Goliath II (1960). Como este último, Dumbo "toca um acorde sensível" e "fez muito mais sucesso do que esses curtas-metragens, cuja brevidade é a principal desvantagem". O filme tem, ainda, um aspecto melancólico. Barrier acrescenta que o filme evoca, pela sua clareza, os curtas-metragens feitos anteriormente por Ben Sharpsteen: Mickey's Circus (1936), Moving Day (1936) e  On Ice (1935).
Por outro lado, segundo Alberto Hsu, Dumbo, assim como Bambi, mas ao contrário de muitas produções da Disney, não tem um enredo romântico, centrado em um casal de príncipe e princesa ou outras variantes. Douglas Brode vê uma dimensão homossexual do personagem, com base em elementos que, segundo o autor, podem ser relacionados à homossexualidade: a ausência do pai de Dumbo, o grupo de elefantes organizado em uma estrutura matriarcal e  o número dos palhaços, no qual ele está vestido como um bebê e colocado em um papel muito feminino de "garota a ser salva de um incêndio", remetendo ao clássico personagem modelo da "donzela em perigo".
Siegfried Kracauser escreveu, em dezembro de 1941, que Dumbo, como os filmes anteriores da Disney, leva o mundo dos desenhos animados a uma direção em que as piadas não estão mais presentes e na qual os elementos subversivos desaparecem, resultando em conformismo. Essa crítica parece contradizer a opinião de especialistas em animação que consideram que o filme tem um estilo mais próximo dos desenhos animados da escola de Nova Iorque, um estilo mais "cartoonizado" ou caricatural (ver seção "Animação entre curta e longa-metragem"). Assim, a moral do filme é, ao que parece, que "Dumbo, em vez de voar com a mãe para um paraíso desconhecido, trabalha por um salário de estrela no mesmo circo onde sua mãe foi maltratada". Kracauser afirmou, em 1942, que "Dumbo traiu a essência anárquica do desenho animado".
Para Watts, o filme tornou-se rapidamente famoso por sua admirável simplicidade e grande coração. O autor comenta que a obra se destaca não apenas pelo sentimentalismo, mas também por ter despertado um senso de justiça, incorporado os "valores sociais da Disney" e ter sido, entre os primeiros filmes de animação do estúdio, aquele que apresentou o "ímpeto populista mais poderoso", tornando-se "uma alegoria social e política da América na época da Depressão". Dumbo seria a representação definitiva do "protagonista populista", o "oprimido virtuoso e indefeso que luta contra forças arbitrárias, aumenta sua coragem, encontra seu caminho para o trabalho produtivo e, por fim, junta-se a outras figuras marginalizadas para superar seus opressores", um modelo presente em muitas produções da Disney na década de 1930. De acordo com Pierre Lambert, "uma das principais qualidades de Dumbo reside no equilíbrio entre emoção, humor e ação", o que o torna "um filme completo".

### Amor materno, religião e otimismo social
"Sem nada para desenhar além de um par de trombas parecidas com vermes, parecia que o animador estava fadado ao fracasso antes de começar, mas [Bill Tytla] deixou a emoção falar mais alto. Sua manipulação de Dumbo, em lágrimas, abraçando a tromba de sua mãe e, em seguida, balançando suavemente sobre ela, tornou essa sequência excepcional em sensibilidade, delicadeza e bom senso".

— Trecho de um livro de Ollie Johnson e Frank Thomas, dois dos principais animadores da Disney, sobre a cena em que Dumbo visita a mãe na prisão.
É justamente para o lado emocional que vários autores dirigem o estudo de Dumbo: a emoção dos sentimentos maternos da Sra. Jumbo, a emoção do jovem Dumbo, a moral positiva da história e até mesmo o seu alcance entre o público na época. Depois do ciúme da madrasta em Snow White and the Seven Dwarfs e do amor paternal em Pinocchio, a Disney abordou em Dumbo o amor materno. Pinsky observa que o filme tem muitas mensagens de amor e não apenas o maternal.
Para Ollie Johnston e Frank Thomas, uma das cenas mais comoventes é aquela animada por Bill Tytla na qual Dumbo visita a mãe na prisão. Os dois elefantes não podem se ver, mas podem se tocar com suas trombas. Essa sequência tem "tanto amor em cada movimento" e "os sentimentos do artista são tão autênticos que ninguém ri, ninguém questiona". Outras imagens de amor, proteção ou atenção materna também estão presentes: proteção contra a fofoca das quatro elefantas, contra humanos, a cena do banho, a canção cantada quando Dumbo é batizado, etc. Outro elemento que demonstra a importância do amor materno é a prisão da Sra. Jumbo, que é injustamente enjaulada e considerada louca pelo amor ao filho.

Um frame da sequência "Baby Mine". Em 2010, a revista Time incluiu Dumbo em sua lista dos dez filmes infantis mais tristes, ressaltando que esse momento do longa-metragem "causa comoção até nos espectadores mais estoicos".

Pinsky aborda em seu livro The Gospel According to Disney a relação entre o filme e a religião cristã. Citando o animador Mark Matheis, Pinsky traça um paralelo entre a cena em que o garoto, também possuidor de orelhas grandes, atormenta Dumbo e alguns trechos da Bíblia, especificamente João 8:7, na passagem da Perícopa da Adúltera: "'Aquele que dentre vós está sem pecado, seja o primeiro que lhe atire uma pedra". Pinsky também faz um paralelo entre o filme e o comentário do televangelista norte-americano Robert H. Schuller de que os cristãos "transformam suas cicatrizes em estrelas", uma vez que Dumbo usa sua diferença para salvar sua mãe. Com a ajuda de Timothy, ele tenta realizar um número de circo e consegue depois de várias tentativas frustradas.
Outra mensagem com conotação religiosa é a da universalidade, representada pela entrega de bebês por cegonhas com o mesmo respeito pelos pais, independentemente da nacionalidade, classe ou espécie; uma segunda mensagem é que todos os bebês são esperados, desejados e amados por suas mães. Apesar da angústia da Sra. Jumbo, a cegonha lê na nota de entrega: "Direto do céu, bem lá do alto, aqui está um bebê para você amar".
Para Johnston e Thomas, os únicos "vilões" reais do filme são as orelhas de Dumbo. O chefe do circo, sem imaginação, é incapaz de encontrar um papel para Dumbo em seus números, e os palhaços estão preocupados basicamente com seus próprios problemas. Assim, o herói é "uma vítima sem um vilão claramente definido para combater", "em um mundo não completamente hostil, mas bastante egoísta", no qual a grandeza da alma o ajuda a sair dessa situação, trazendo uma mensagem de otimismo em uma época difícil.
Watts acredita que a obra ofereceu ao público da época "uma fé otimista de que o triunfo espera pelos desfavorecidos persistentes" e cita o trecho de um artigo do periódico Evening Times de Minneapolis: "[o filme] retira as máscaras que escondem nossas fraquezas, fragilidades e medos, oferecendo uma visão realista de nossa aparência... o rosto por trás da máscara". O autor também cita uma resenha do periódico PM, segundo a qual a mensagem final de Dumbo é que "as pessoas são essencialmente boas", o que "prega a compaixão, não o escárnio, pelos desajustados da natureza". Watts acrescenta que a visão social de Mickey Mouse, Three Little Pigs e de Dumbo é catártica para o público de massa estadunidense que sofreu privações econômicas e sociais durante a Grande Depressão. Ele lembra que um dos temas mais recorrentes dos longas-metragens da década de 1940 — Pinocchio, Dumbo e Bambi — é a criança órfã ou isolada que busca estabilidade em um ambiente perigoso.

### Controvérsia racial
Desde a década de 1960, a sequência dos corvos tornou-se objeto de muitas controvérias com conotações raciais. Essa cena foi descrita como "uma caricatura racista da população afro-americana" e um "caso complexo de construção racista". Em seu livro The Disney Version (1968), o escritor Richard Schickel denunciou: "há momentos desagradáveis no filme; os corvos que ensinam Dumbo a voar são caricaturas muito óbvias de negros". O líder dos corvos foi chamado de "Jim Crow", uma referência a um personagem blackface do século XIX que, mais tarde, tornou-se o nome das leis de segregação racial promulgadas após a era da Reconstrução dos Estados Unidos. O nome do personagem foi alterado para "Dandy Crow" na década de 1950, na tentativa de evitar controvérsias.
O corvo principal foi dublado pelo ator branco Cliff Edwards, em imitação do dialeto falado pela população negra do Sul dos Estados Unidos. Os demais pássaros do grupo foram dublados por atores e cantores negros, entre os quais James Baskett (Song of the South), integrantes do coral afro-americano Hall Johnson Choir, popular na época. A linguagem dos corvos e suas atitudes evocam as dos negros antes da Segunda Guerra Mundial, típicas do movimento zoot, uma manifestação étnica caracterizada pelo uso de trajes largos e confeccionados com muito material, ombreiras enormes, paletós à altura dos joelhos e calças muito largas e compridas. Na versão original, eles falam com um sotaque bastante carregado no Ebonics, o inglês vernáculo afro-americano.
Segundo o autor Alex Wainer, da Ferris State University (Michigan), a "identidade racial dos corvos fica ainda mais implícita quando eles tocam sua música em estilo de jazz completo com com estilizações de scat e imitam um som de "trompete" de jazz com o bico". A jornalista e crítica de cinema Karina Longworth, explorando em seu podcast a história de Song of the South, discutiu a origem dos corvos a partir da cultura dos minstrel shows (espetáculos teatrais populares norte-americanos do século XIX baseados em ideais racistas e nos quais surgiu o personagem Jim Crow), como parte de um uso mais amplo dessa cultura por Walt Disney.
No Brasil, o líder dos corvos, Jim Crow, foi originalmente dublado pelo ator e comediante negro Grande Otelo, consagrado por suas interpretações de personagens que retratavam, principalmente, o estereótipo do malandro carioca e do pobre explorado. O pesquisador Luis Felipe Kojima Hirano, da Universidade de São Paulo afirma que esses papéis "seguem a transformação dos ideais cultivados por um público majoritariamente branco daquilo que deveria ser o negro" e que "todo personagem que Grande Otelo interpretava recaía sobre seu grupo racial, ao contrário de outros comediantes brancos, como Chaplin ou Oscarito, que geralmente representavam os dilemas do homem universal". Rafael de Luna Freire, da Universidade Federal Fluminense, ressalta que a escolha de Otelo para a dublagem de Jim Crow exemplifica o "terreno fértil para a análise de traduções interculturais, nos quais diferentes circuitos de significação estão envolvidos".
Por outro lado, alguns autores rejeitaram as alegações de preconceito racial. Em seu livro The Disney Films, Leonard Maltin afirmou que a controvérsia é "injustificada": os "corvos são inegavelmente pretos, mas são personagens negros, não estereótipos de negros [afro-americanos]". Ele argumentou que não há "diálogo depreciativo" ou evocação ao Uncle Tom na cena e que "se a ofensa está em ouvir negros chamarem uns aos outros de 'irmão', então o espectador está sendo sensível em excesso". Ward Kimball afirmou em uma entrevista com Michael Barrier em 1986 que a caracterização dos personagens se deu pelo "clima da época" e "sem malícia".
Wainer considera que, de acordo com os estereótipos afro-americanos definidos por Donald Bogle no livro Toms, Coons, Mulattoes, Mammies and Bucks: An Interpretive History of Blacks in American Films, o único que poderia ser relacionado aos corvos seria o do coon, descrito como "negros sem valores, criaturas subumanas não confiáveis, loucas, preguiçosas, boas apenas em comer melancias, roubar galinhas, jogatina ou maltratar o idioma inglês". Entretanto, o autor considera que, levando-se em conta essa descrição, "há pouco no comportamento dos corvos" que permita vinculá-los a tal estereótipo.
Alguns críticos consideram os corvos como personagens positivos. Wilmington os descreveu como "figuras paternas", indivíduos seguros de si que são "paródias óbvias de negros proletários", elogiando-os como a parte mais divertida do longa-metragem: "são os personagens mais inteligentes, animados e autoconfiantes do filme. São fortes e generosos. Não se curvam a ninguém". O autor destaca que não se observa nas aves o estereótipo de Stepin Fetchit, o qual seria "o ponto de ebulição para qualquer ataque a estereótipos raciais". Watts ressalta que, embora sejam caricaturas afro-americanas e façam piadas com Dumbo e Timothy assim que os encontram, logo simpatizam com a dupla, tornam-se seus amigos e ajudam o protagonista a aprender a voar; inclusive, uma de suas penas incentiva o elefante a conseguir esse feito.
Grant defendeu os pássaros por estarem entre os poucos personagens amigáveis do filme, embora concorde que "nomear um deles como Jim Crow talvez tenha sido um pouco questionável". Wainer afirma que a associação dos corvos a um grupo étnico marginalizado e oprimido permite que eles se identifiquem com a situação excludente em que Dumbo se encontra. Watts destaca o final do filme como um momento significativo no qual "todos os excluídos se reuniram para compartilhar seu triunfo", com Dumbo se tornando o astro do circo e voando junto com os corvos sobre o trem. Para Wainer, essa é "uma imagem interessante e convincente de membros de uma raça tradicionalmente oprimida ajudando outro indivíduo oprimido a encontrar uma forma de liberdade até então desconhecida".
Pinsky lembra que aqueles que rejeitam a tese racista, especialmente Maltin e Wilmington, são geralmente escritores brancos. Wainer também cita esses dois autores em um artigo sobre estereótipos raciais na Disney.  Salvador Jimenez Murguía, em seu livro The Encyclopedia of Racism in American Films, aponta racismo também na sequência do filme que mostra trabalhadores braçais, todos representados como negros sem rosto definido, construindo a tenda do circo com a ajuda dos elefantes, sendo esse "o único momento em que negros são vistos em grande número no filme inteiro". Eles entoam um coral ("Song of the Roustabouts") no qual se descrevem como incultos, analfabetos e financeiramente irresponsáveis, representando "caricaturas do escravo feliz". O autor destaca um verso particularmente racista da letra da canção, o qual diz: "Continue trabalhando, deixe de preguiça, puxe essa corda, seu macaco peludo".
Em relançamentos recentes, a Disney tem evitado o uso dos corvos em suas estratégias de publicidade relacionadas ao filme. Em julho de 2017, após ser nomeada uma Disney Legend, Whoopi Goldberg expressou o desejo de que a Disney passasse a usar os personagens nos produtos de merchandise da empresa, "pois aqueles corvos cantam a música em Dumbo que todos se lembram". Em 2019, Floyd Norman, o primeiro animador afro-americano contratado pela Walt Disney Productions na década de 1950, defendeu a cena em um artigo intitulado Black Crows and Other PC Nonsense. Nesse mesmo ano, foi amplamente divulgado que o serviço de streaming de vídeo Disney+ editaria Dumbo para remover os corvos antes de disponibilizá-lo na plataforma; entretanto, o filme foi lançado sem cortes, apenas acompanhado do alerta: "Este programa é apresentado como originalmente criado. Pode conter representações culturais desatualizadas".

### Elefantes cor-de-rosa, uma sequência à parte

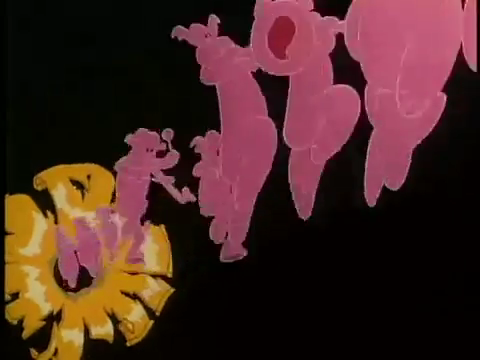
Momento em que os elefantes cor-de-rosa desfilam enquanto tocam instrumentos musicais.

A sequência do desfile dos elefantes cor-de-rosa é definida por Maltin como "uma alegre confusão de girar a cabeça, uma das melhores coisas já feitas pela Disney... muito à frente de seu tempo". A cena foi dirigido por Norman Ferguson, animada por Karl Van Leuren e Hicks Lokey, cenarizada por Ken O'Connor e a música foi composta por Oliver Wallace. A ideia básica é simples: Dumbo e Timothy bebem acidentalmente uma dose elevada de álcool e, como efeito da embriaguez, entram numa "fantasia surrealista de desenhos, cenários, cores, luzes e situações cômicas". Segundo Mark Langer, o momento inclui várias cenas que vão contra os padrões da Disney.
Maurice Charney escreve que "todas as regras usuais do realismo da Disney são ignoradas: os elefantes andam na borda da tela, os rostos são metamorfoseados rapidamente e a cor se torna uma fonte abstrata de prazer visual". Johnston e Thomas indicam que a cena "atraiu muito mais inventividade dos animadores" e que "não importava se a imagem fosse especial ou impossível na tela; ela só tinha que ser convincente e manter a completa loucura do sonho do elefante". Os autores acrescentam que "em vez de transformar os elefantes em termos de personalidades convencentes, [tal] ênfase permitiu aos animadores surpreender o público com ações que vão além da experiência de cada espectador". Mari Ness afirma que essa sequência, na qual os artistas usaram apenas um fundo branco de uma única cor, foi planejada como um dispositivo de economia de custos e não necessariamente com a intenção de ser o momento surreal, inovador e mesmo aterrorizante que se tornou.
O "desfile dos elefantes" é uma das poucas incursões no surrealisno na tradição realista da Disney. Robin Allan escreve que "os elementos surreais anunciam os elos que a Disney amarraria mais tarde com Salvador Dalí". Douglas Brode afirma que essa sequência, assim como Alice in Wonderland (1951), deve ser classificada entre as bases do movimento hippie, como prelúdio e talvez até fonte de inspiração para o grupo Merry Pranksters. Jerry Beck a coloca, em termos de qualidade, ao lado do curta-metragem Bumble Boogie do filme Melody Time (1948). Outras tentativas de abstração visual, no entanto, existiram na Disney, principalmente o musical Toccata and Fugue in D Minor, um segmento do filme Fantasia, baseado no trabalho do diretor alemão Oskar Fischinger.
Junto a sequências controversas de outros clássicos do estúdio, como aquela em que Pinóquio fuma um charuto e toda a viagem de Alice ao País das Maravilhas, o Desfile dos Elefantes é apontado como evidência de uma suposta fixação com substâncias psicoativas que a Disney parecia demonstrar em suas produções mais antigas. Embora o LSD não tenha tido presença importante nos Estados Unidos na época em que o filme foi lançado, o referido momento de Dumbo costuma ser associado aos efeitos dessa droga, bem como também é considerado uma alegoria do alcoolismo no país naquela época.

### O efeito Dumbo
O longa-metragem também deu origem a um conceito da psicologia formulado pelo psicólogo e escritor britânico Ernesto Spinelli. No livro Practising Existential Psychotherapy: The Relational World, ele descreve o "efeito Dumbo": a realização de algo é primeiro considerada inviável, mas, como resultado de uma auto-persuasão sustentada por um artefato que desaparece depois disso (como a pena mágica do filme), o objetivo é alcançada com sucesso". Para Spinelli, esse efeito é uma alegoria do trabalho e dos elementos do trabalho dos psicoterapeutas. No entanto, isso não indica que a psicoterapia como um todo deve ser vista como a aplicação de um efeito Dumbo, mas que o praticante deve estar convencido das possibilidades de uma "pena mágica" para estabelecer um esquema rígido particular em um esquema que não se apresenta como tal.

## Adaptações e produtos derivados

### Cinema e televisão
São muitas as referências a Dumbo em outras produções cinematográficas da Disney. O pesadelo de Winnie the Pooh no curta-metragem Winnie the Pooh and the Blustery Day com os efalantes e as dinonhas (seres fantásticos que habitam o Bosque dos 100 Acres) é, segundo David Koenig, uma homenagem e uma reprodução do conceito do filme.
No longa-metragem Who Framed Roger Rabbit (1988), Dumbo aparece como um empregado do estúdio de animação Maroon Cartoon, sendo informado que "ele trabalha em troca de amendoins". A Sra. Jumbo, Casey Jr. e os corvos também aparecem no filme. Estes últimos surgem caracterizados como uma banda de jazz, tocando a música de fundo durante a sequência do show de Jessica Rabbit em uma boate.
No filme A Bug's Life (1998), da Pixar, o trem dos insetos circenses é chamado de Casey Jr. Cookies, enquanto que em Kronk's New Groove (2005), a sequência de The Emperor's New Groove (2000), o personagem Kronk tem uma miniatura completa do trem Casey Junior, com os vagões à escala.
Uma das mais notáveis homenagens à obra numa produção cinematográfica de outro estúdio ocorre no longa 1941 (1979), dirigido por Steven Spielberg, na cena em que um general Joseph W. Stilwell, interpretado por Robert Stack, chora ao assistir à sequência "Baby Mine" durante uma exibição do filme em uma sala de cinema.
Entre 1985 e 1987, o Disney Channel levou ao ar uma série educativa infantil que combinava animação e live-action chamada Dumbo's Circus, mostrando as aventuras do elefante e seus amigos no circo intinerante, com números musicais. Ao contrário do filme, Dumbo falava neste programa, que contava com atores fantasiados e utilizava fantoches diferenciados chamados de "puppertronics", controlados por rádio, um mecanismo desenvolvido pioneiramente para a série Fraggle Rock, de Jim Henson. Além disso, Dumbo foi o primeiro longa-metragem da Disney liberado para a televisão, em 14 de setembro de 1955, embora severamente editado, como parte de uma série antológica do estúdio. Foi originalmente transmitido na televisão brasileira pela Rede Globo em 1º de janeiro de 1991, no programa Sessão da Tarde Especial. O SBT também o exibiu no Cine Espetacular em 8 de outubro de 2002 e o reprisou cinco dias depois, com a dublagem de um dos relançamentos anteriores.

### Banda desenhada
Continuando a tradição iniciada com Snow White, a Disney publicou uma história baseada em Dumbo antes de seu lançamento oficial, na forma de um livro de 39 páginas de três tiras por página, ilustradas por Irving Tripp e intitulado Dumbo of the Circus. Uma série de histórias em quadrinhos centradas no personagem Dumbo também foi publicada a partir de 1945, entre elas:
- Dumbo (outubro de 1945), roteiro e desenhos de Carl Buettner, com os Sete Anões;[255]
- The Circus Mystery (1947), roteiro de Chase Craig, desenhos de Ralph Heimdahl;[256]
- Sky Voyage (junho de 1949), desenhos de Tony Strobl;[257]
- Little Pedro (junho de 1949), desenhos de Tony Strobl, com o avião Pedro (1942);[258]
- The Musician (junho de 1949), desenhos de Don Gunn com os personagens de Three Little Pigs (1933).[259]

### Parques temáticos
Nos parques da Disney, Dumbo está presente em uma atração popular chamada Dumbo the Flying Elephant na Disneylândia, no Magic Kingdom do Walt Disney World Resort, na Dineylândia de Tóquio, na Disneyland Paris e na Hong Kong Disneyland. A atração da Disneylândia foi inaugurada em 16 de agosto de 1955, um mês após a inauguração do parque. Incluía 10 elefantes e ficava logo atrás do carrossel Fantasyland. Em 1957, o então presidente dos Estados Unidos Harry Truman recusou-se a andar na atração, pois ele era um democrata e não queria ser visto junto ao símbolo do Partido Republicano, que é o elefante. O brinquedo foi reproduzido no Magic Kingdom em 1971 e na Disneylândia de Tóquio em 1983. Durante a renovação da Fantasyland da Disneylândia em 1983, a atração foi movida mais para o norte. Em 1991, uma nova versão com 16 elefantes foi desenvolvida para a Disneyland Paris e inaugurada em 1992. Esta versão foi duplicada no Magic Kingdom em 1993 e na Disneylândia em 1994.
Também há uma atração chamada Casey Jr. Circus Train na Disneylândia e sua versão na Disneyland Paris, Casey Jr., le petit train du cirque. A versão da Disneylândia foi inaugurada em 31 de julho de 1955 e a da Disneyland Paris, em abril de 1994. Na década de 1970, um projeto chamado Dumbo's Circus foi planejado para o Disneyland Park da Califórnia, mas nunca foi construído. Essa atração deveria representar um circo com Dumbo e outros personagens cômicos com um número de acrobacias com Goofy, um balé com a personagem Hyacinthe Hippo do filme Fantasia, entre outros.
Em junho de 2009, a Disneylândia introduziu um Dumbo voador no seu show noturno de fogos de artifício, no qual o elefante voa em torno do Castelo da Bela Adormecida enquanto os fogos explodem, em sincronia com a música. Casey Junior é o segundo carro alegórico da Main Street Electrical Parade, um tradicional desfile noturno realizado em alguns parques da Disney. Casey, conduzido por Goofy e transportando também Mickey e Minnie Mouse, carrega um grande tambor com o logotipo do desfile.

### Jogos eletrônicos
O mestre de cerimônias do circo aparece como um dos quatro vilões do jogo Disney's Villains' Revenge, lançado para PC em 1999. No jogo, os vilões da Disney alteram os finais felizes do livro de Jiminy Cricket; no caso do mestre de cerimônias, ele força Dumbo a realizar manobras intermináveis e humilhantes em seu circo. No final, o mestre é derrotado ao ficar inconsciente depois de ser atingido por uma torta de creme bem direcionada.
Dumbo também aparece no popular jogo para Playstation 2, Kingdom Hearts, lançado em 2002, sob a forma de uma summon (mascote) a qual o jogador pode recorrer em batalha em busca de ajuda. Quando Sora, o protagonista voa nas costas de Dumbo, ele se torna invencível, enquanto o elefante pode jogar, com sua tromba, água e amendoim em seus inimigos. Dumbo reprisa o papel de summon no segundo título da série, Kingdom Hearts: Chain of Memories, lançado em 2004 para Game Boy Advance.

### Sequência cancelada
Em 2001, o DVD de edição especial dos 60 anos de Dumbo apresentou uma prévia da continuação proposta para o filme, Dumbo II, apresentando os designs dos novos personagens e storyboards. Na história, Dumbo e seus amigos ficariam perdidos em uma cidade grande depois serem deixados para trás por seu circo itinerante. Dumbo II também procuraria explicar o que aconteceu com o pai de Dumbo, o Sr. Jumbo.
Entre os amigos de circo de Dumbo, estariam Claude e Lolly, dois ursinhos gêmeos caóticos; Dot, uma curiosa zebra; Godfry, um hipopótamo mais velho e independente; e Penny, uma avestruz aventureira. Os animais seriam metáforas para os diferentes estágios da infância. A trama da continuação se desenrolaria no dia seguinte ao final do filme original. Robert C. Ramirez (Joseph: King of Dreams) dirigiria a sequência, entretanto, John Lasseter cancelou Dumbo II logo após ser promovido a diretor criativo da Walt Disney Animation Studios, em 2006.

### Versão emlive-action

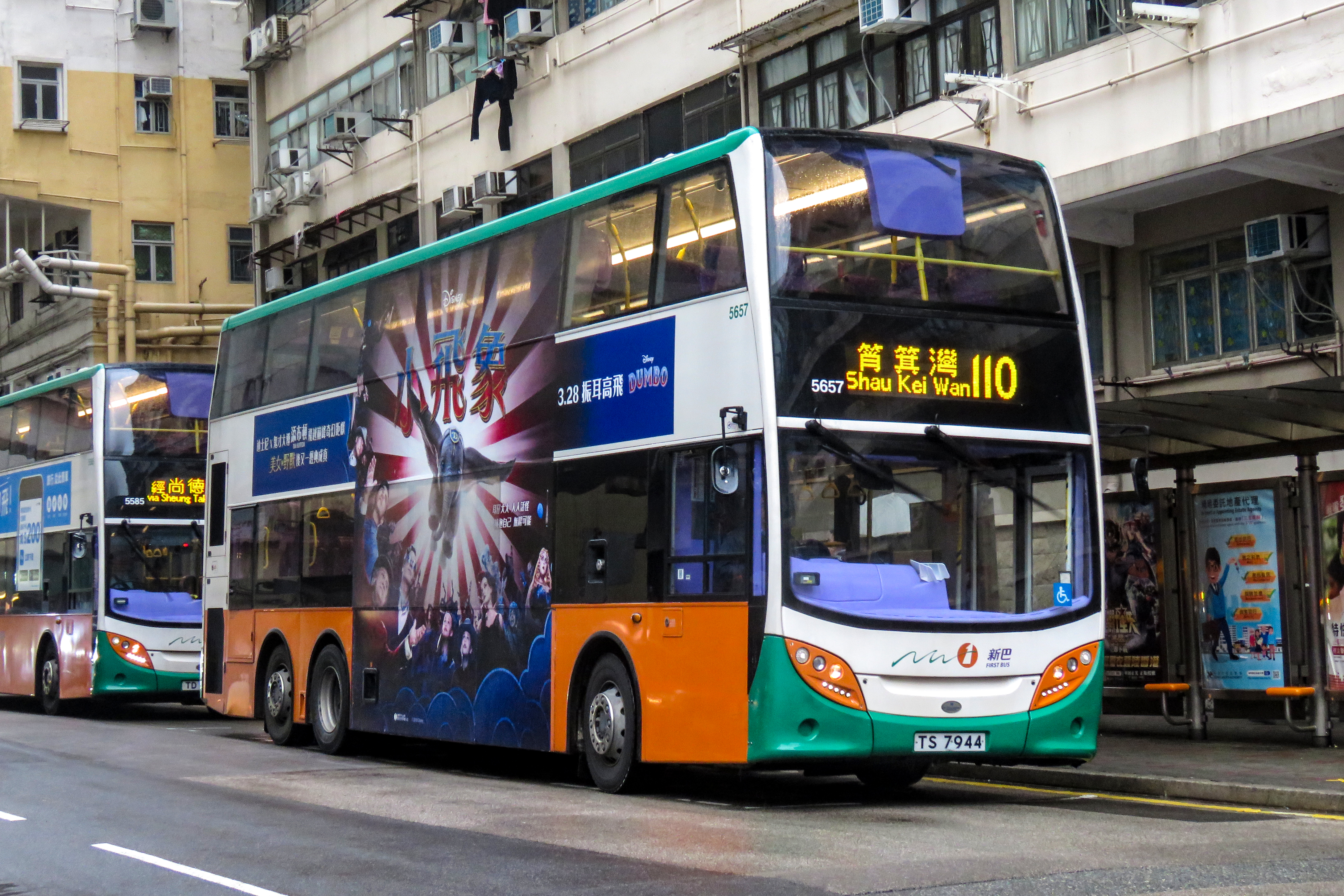
Ônibus em Hong Kong exibindo um pôster promocional da versão em live action de Dumbo, dirigida por Tim Burton e lançada em 2019.

Em 8 de julho de 2014, a Walt Disney Pictures anunciou que uma adaptação em live-action de Dumbo estava em desenvolvimento. Ehren Kruger foi confirmado como o roteirista e Justin Springer serviu como produtor junto com Kruger. Em 10 de março de 2015, Tim Burton foi anunciado como o diretor. Em 11 de janeiro de 2017, foi noticiado que Will Smith estaria em negociações para estrelar a refilmagem como o pai de algumas crianças que fazem amizade com Dumbo. Nesse mesmo dia, foi revelado que Tom Hanks havia sido convidado para interpretar o vilão do filme. No mês seguinte, foi anunciado que Smith não estava mais no projeto; ele aparentemente teve um desentendimento sobre salário e agenda, além de ter optado por protagonizar Bad Boys for Life.
Em março de 2017, foi anunciado que Eva Green estava em negociações para interpretar uma trapezista. Pouco tempo depois, Danny DeVito foi escalado no papel de um mestre de circo chamado Medici. Duas semanas depois, foi noticiado que Colin Farrell tinha entrado em negociações para desempenhar o papel de Holt, originalmente oferecido a Will Smith. Em 4 de abril do mesmo ano, Michael Keaton, colaborador de longa data de Burton, entrou em negociações para interpretar o vilão. Keaton confirmou seu envolvimento com o filme em 26 de junho. As filmagens ocorreram no Pinewood Studios em Buckinghamshire e no Cardington Studios em Bedfordshire, Inglaterra. Em 15 de julho de 2017, a Disney anunciou o elenco completo e que o filme seria lançado em 29 de março de 2019. Alan Arkin,  Sharon Rooney e Roshan Seth também interpretaram novos personagens criados para esta versão.